# مطار تومبورا
مطار تومبورا هو مطار يخدم مدينة تومبورا في ولاية غرب الاستوائية إحدى ولايات الإقليم الاستوائي في جنوب السودان.

## وصلات خارجية
- Location of Tumbura Airport At Google Maps